# Bultei
Bultei (sardinsky: Urtèi) je italská obec (comune) v provincii Sassari v regionu Sardinie. Nachází se ve výšce 509 metrů nad mořem a má 829 obyvatel. Rozloha obce je 96,83 km².